# Anisaedus stridulans
Espèce
Anisaedus stridulans est une espèce d'araignées aranéomorphes de la famille des Palpimanidae.

## Distribution
Cette espèce est endémique de la province de Lima au Pérou,. Elle se rencontre vers Pachacamac et Mala.

## Description
Le mâle holotype mesure 6,8 mm et la femelle paratype 10 mm.
Le mâle décrit par Platnick en 1975 mesure 5,90 mm.

## Publication originale
- González, 1956 : Descripcion de una nueva especie de araña: Anisaedus stridulans n. sp. (Araneida: Palpimanidae). Revista Peruana de Medicina Experimental y Salud Publica, vol. 10, p. 75-83 (texte intégral).